# Alberto Gout Ábrego
Alberto "Tito" Gout Ábrego (Ciutat de Mèxic, 14 de març de 1913-Ciutat de Mèxic, 7 de juliol de 1966) va ser un director, productor i escriptor de cinema mexicà.

## Trajectòria
Encara que nascut en la Ciutat de Mèxic, Gout tenia el seu ascendent en Chiapas, ja que el seu pare va ser senador per aquest estat meridional. La Revolució mexicana motiva el desplaçament de Gout i la seva família cap a Los Angeles, Califòrnia, on comença a relacionar-se en la indústria del cinema de Hollywood. De tornada a Mèxic, Gout es guanya un lloc en la incipient cinematografia com a responsable de maquillatge en cintes com La mujer del puerto (1934) i Refugiados en Madrid (1938), entre d'altres.
El seu debut com a director ocorre en la comèdia Su adorable majadero (1938), a la qual segueixen algunes cintes interessants de temes variats com San Francisco de Asís (1943) i Tuya en cuerpo y alma (1944), o obstant això, el seu reconeixement li arriba amb el cinema de cabaret o Cine de rumberas, gènere en el qual s'inicia amb Humo en los ojos (1946) i que comença a dominar a partir de Revancha (1948), ccinta en la qual treballa per primera vegada amb l'actriu i rumbera mexicana-cubana Ninón Sevilla, una de les seves estrelles predilectes. Els millors resultats d'aquesta parella es donen a Aventurera (1949) i a Sensualidad (1950), amb el suport del treball del guionista Álvaro Custodio. A més de Sevilla, també dirigí estrelles com Meche Barba, Gloria Marín, María Antonieta Pons, Rosa Carmina, Silvia Pinal i les germanes Tere i Lorena Velázquez, entre d'altres.
En els anys successius, realitza una dotzena de pel·lícules els temes de les quals es divideixen, d'una banda, en l'esforç de mantenir-se pròxim a la temàtica de cabaret i, per l'altra, en la cerca de noves premisses que li permetin mantenir-se vigent: la inspiració bíblica a Adán y Eva (1956), el melodrama familiar a Mi desconocida esposa (1955), l'històric a El rapto de las sabinas (1960) o el retorn a la comèdia a Estrategia matrimonio (1966) sla seva última pel·lícula. Gout és un director que aconsegueix vincular-se a la vida de la societat de la capital mexicana gràcies a la seva capacitat de fabulador urbà.

## Filmografia

### Director
- Su adorable majadero (1939)
- Café Concordia (1939)
- Cuando viajan las estrellas (1942)
- San Francisco de Asís (1944)
- Tuya en cuerpo y alma (1945)
- Una sombra en mi destino (1946)
- Los buitres sobre el tejado (1946)
- Humo en los ojos (1946)
- La bien pagada (1948)
- Cortesana (1948)
- El gallo giro (1948)
- Revancha (1948)
- Rincón brujo (1949)
- Aventurera (1949)
- La piel desnuda (1950)
- En carne viva (1951)
- Sensualidad (1951)
- No niego mi pasado (1951)
- Mujeres sacrificadas (El recuerdo del otro) (1952)
- Aventura en Río (1952)
- La muerte es mi pareja (Quiero vivir) (1953)
- La sospechosa (1955)
- Adán y Eva (1956)
- Mi desconocida esposa (1958)
- El rapto de las Sabinas (1962)
- Estrategia matrimonial (1966)